# آقاج (مقاطعة فامنين)
آقاج (بالفارسية: آقاج) هي قرية تقع في قسم بيشخور الريفي (مقاطعة فامنين) في إيران. يقدر عدد سكانها بـ 339 نسمة بحسب إحصاء 2016.